# Liste der Naturdenkmale im Landkreis Ludwigsburg

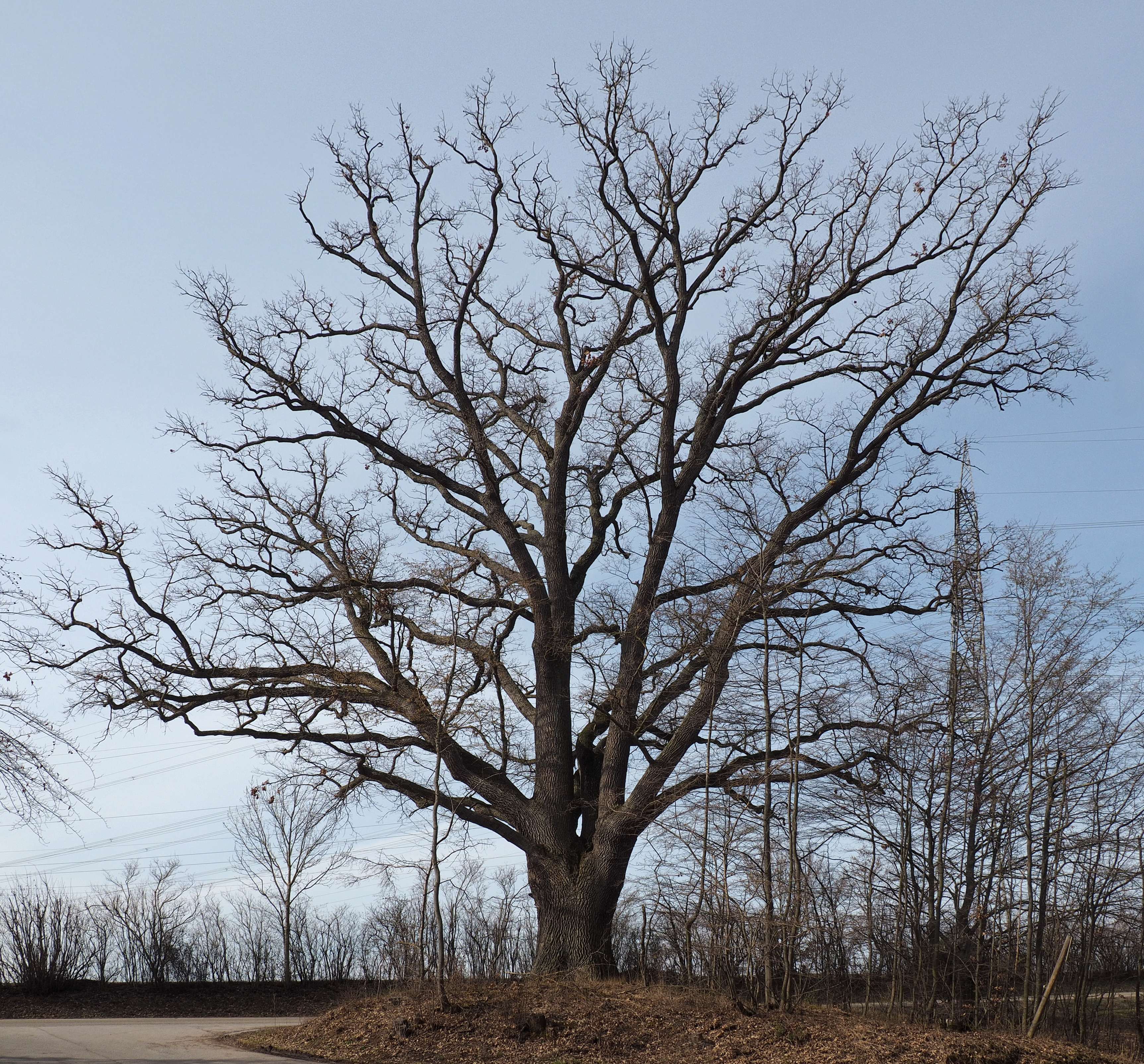
Naturdenkmal „Betteleiche“ in Ditzingen

Die Liste der Naturdenkmale im Landkreis Ludwigsburg nennt die Listen der in den Städten und Gemeinden im Landkreis Ludwigsburg gelegenen Naturdenkmale. Im Landkreis Ludwigsburg liegen Stand November 2024 insgesamt 530 flächenhafte Naturdenkmale (FND) und 290 als Naturdenkmal geschützte Einzelgebilde (END).

## Naturdenkmale im Landkreis Ludwigsburg
Stand: 3. Dezember 2024.
| Gemeinde              | Liste                                            | Anzahl END | Anzahl FND | Gesamt |
| --------------------- | ------------------------------------------------ | ---------- | ---------- | ------ |
| Affalterbach          | Liste der Naturdenkmale in Affalterbach          | 2          | 3          | 5      |
| Asperg                | Liste der Naturdenkmale in Asperg                | 6          | 3          | 9      |
| Benningen am Neckar   | Liste der Naturdenkmale in Benningen am Neckar   | 3          | 10         | 13     |
| Besigheim             | Liste der Naturdenkmale in Besigheim             | 1          | 20         | 21     |
| Bietigheim-Bissingen  | Liste der Naturdenkmale in Bietigheim-Bissingen  | 17         | 34         | 51     |
| Bönnigheim            | Liste der Naturdenkmale in Bönnigheim            | 5          | 9          | 14     |
| Ditzingen             | Liste der Naturdenkmale in Ditzingen             | 8          | 17         | 25     |
| Eberdingen            | Liste der Naturdenkmale in Eberdingen            | 18         | 22         | 40     |
| Erdmannhausen         | Liste der Naturdenkmale in Erdmannhausen         | 2          | 7          | 9      |
| Erligheim             | Liste der Naturdenkmale in Erligheim             | 3          | 0          | 3      |
| Freiberg am Neckar    | Liste der Naturdenkmale in Freiberg am Neckar    | 4          | 5          | 9      |
| Gemmrigheim           | Liste der Naturdenkmale in Gemmrigheim           | 1          | 5          | 6      |
| Gerlingen             | Liste der Naturdenkmale in Gerlingen             | 3          | 8          | 11     |
| Großbottwar           | Liste der Naturdenkmale in Großbottwar           | 8          | 26         | 34     |
| Hemmingen             | Liste der Naturdenkmale in Hemmingen             | 12         | 1          | 13     |
| Hessigheim            | Liste der Naturdenkmale in Hessigheim            | 0          | 6          | 6      |
| Ingersheim            | Liste der Naturdenkmale in Ingersheim            | 6          | 6          | 12     |
| Kirchheim am Neckar   | Liste der Naturdenkmale in Kirchheim am Neckar   | 2          | 3          | 5      |
| Korntal-Münchingen    | Liste der Naturdenkmale in Korntal-Münchingen    | 7          | 6          | 13     |
| Kornwestheim          | Liste der Naturdenkmale in Kornwestheim          | 3          | 1          | 4      |
| Löchgau               | Liste der Naturdenkmale in Löchgau               | 5          | 6          | 11     |
| Ludwigsburg           | Liste der Naturdenkmale in Ludwigsburg           | 12         | 17         | 29     |
| Marbach am Neckar     | Liste der Naturdenkmale in Marbach am Neckar     | 16         | 26         | 42     |
| Markgröningen         | Liste der Naturdenkmale in Markgröningen         | 11         | 61         | 72     |
| Möglingen             | Liste der Naturdenkmale in Möglingen             | 0          | 2          | 2      |
| Mundelsheim           | Liste der Naturdenkmale in Mundelsheim           | 2          | 4          | 6      |
| Murr                  | Liste der Naturdenkmale in Murr                  | 2          | 10         | 12     |
| Oberriexingen         | Liste der Naturdenkmale in Oberriexingen         | 2          | 11         | 13     |
| Oberstenfeld          | Liste der Naturdenkmale in Oberstenfeld          | 9          | 11         | 20     |
| Pleidelsheim          | Liste der Naturdenkmale in Pleidelsheim          | 2          | 2          | 4      |
| Remseck am Neckar     | Liste der Naturdenkmale in Remseck am Neckar     | 7          | 15         | 22     |
| Sachsenheim           | Liste der Naturdenkmale in Sachsenheim           | 45         | 47         | 92     |
| Schwieberdingen       | Liste der Naturdenkmale in Schwieberdingen       | 21         | 15         | 36     |
| Sersheim              | Liste der Naturdenkmale in Sersheim              | 1          | 12         | 13     |
| Steinheim an der Murr | Liste der Naturdenkmale in Steinheim an der Murr | 19         | 29         | 48     |
| Tamm                  | Liste der Naturdenkmale in Tamm                  | 2          | 1          | 3      |
| Vaihingen an der Enz  | Liste der Naturdenkmale in Vaihingen an der Enz  | 19         | 66         | 85     |
| Walheim               | Liste der Naturdenkmale in Walheim               | 4          | 3          | 7      |